# Antonio Argilés
Antonio Argilés Antón (Tarrasa, Barcelona, España, 13 de diciembre de 1931-Ibid., 21 de agosto de 1990) fue un futbolista y entrenador español que se desempeñaba como defensa.
Es el  segundo jugador con más partidos oficiales disputados en la historia del Real Club Deportivo Espanyol (noviembre de 2022).

## Clubes
| Club              | País   | Año       |
| ----------------- | ------ | --------- |
| R. C. D. Espanyol | España | 1950-1962 |